# غامبيتا (مترو باريس)
غامبيتا (بالفرنسية: Gambetta)‏ هي محطة مترو تابعة لمترو باريس تقع في فرنسا في الدائرة العشرون في باريس.[بحاجة لمصدر]

## معرض صور

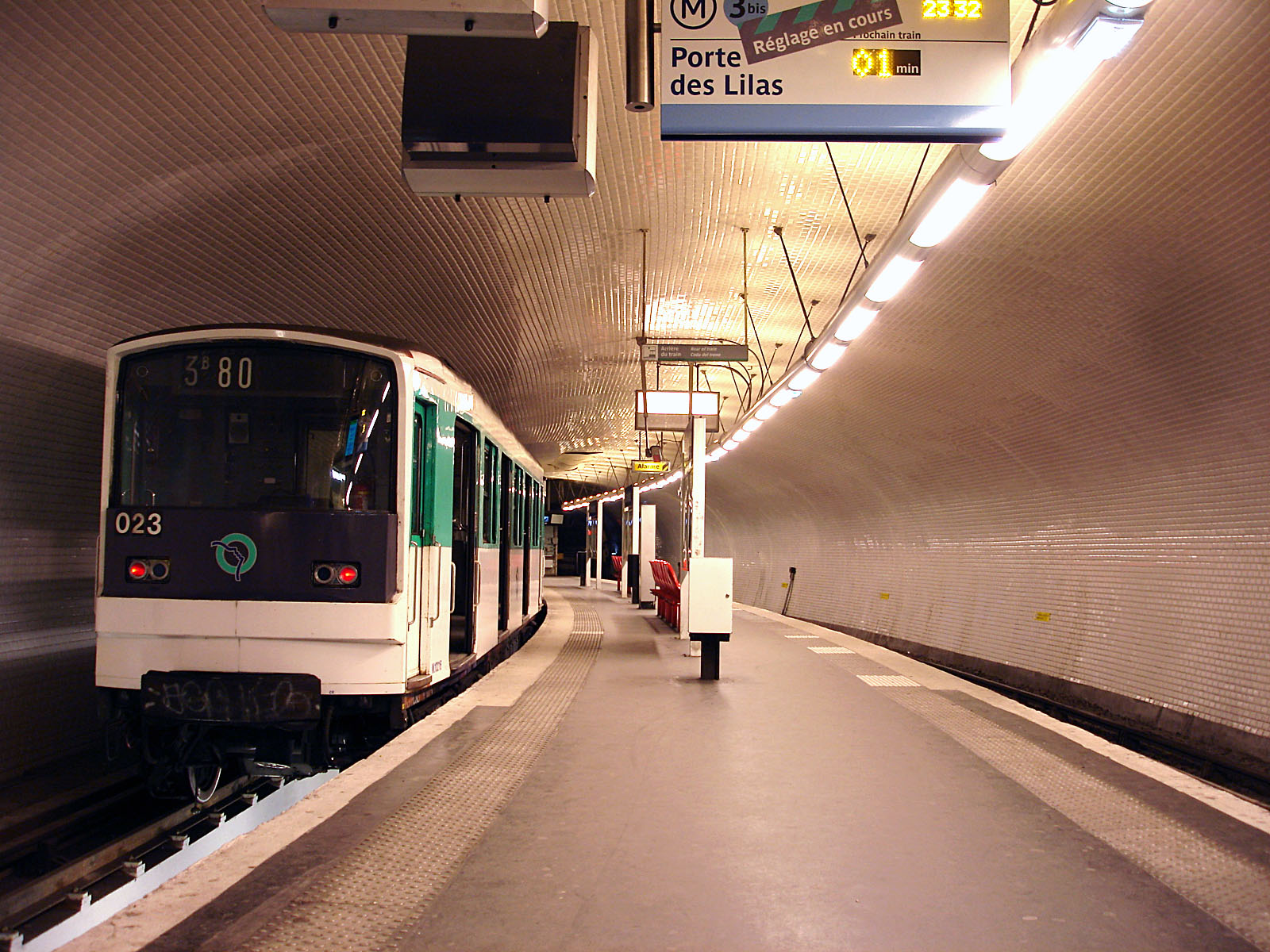
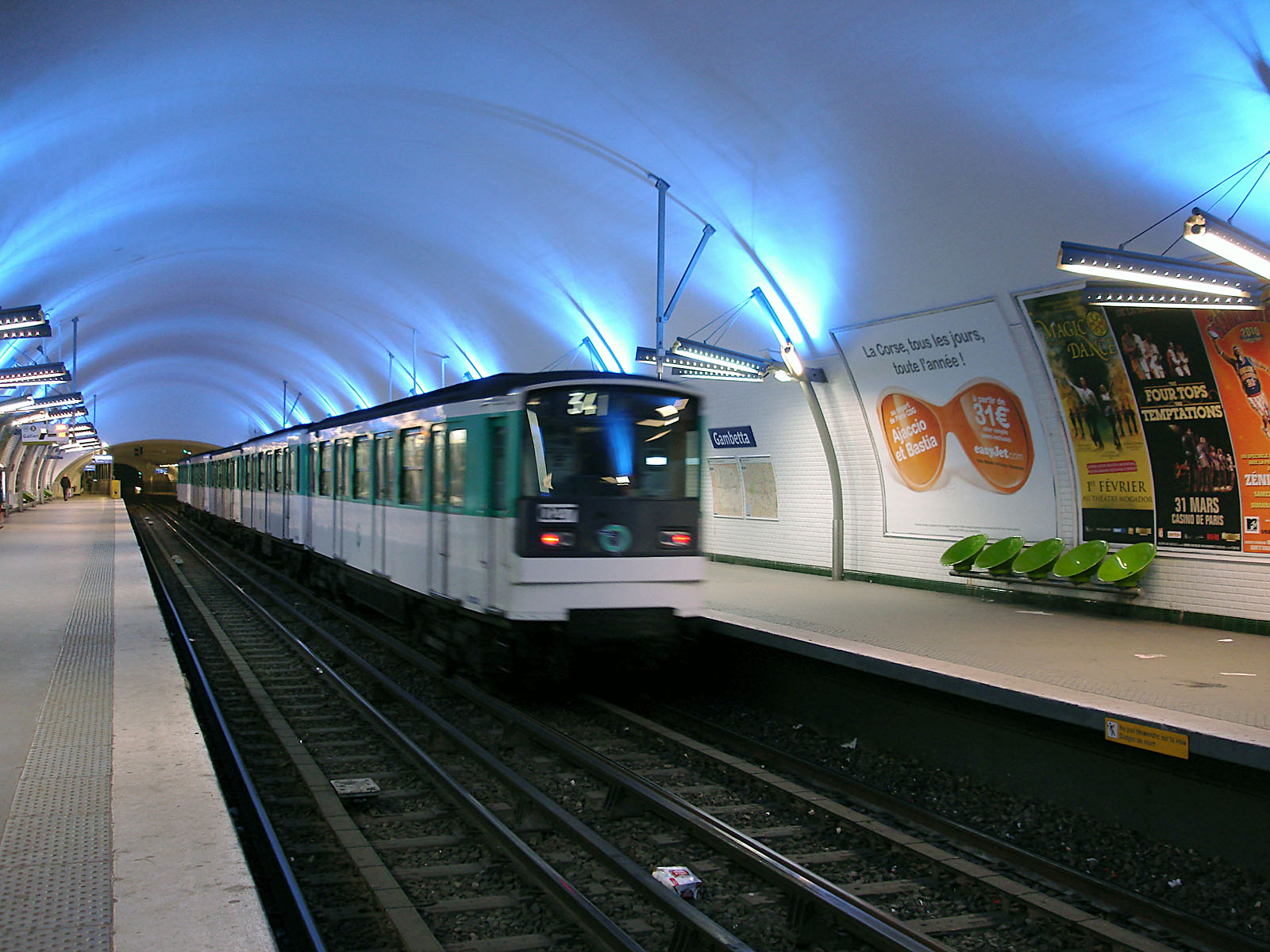
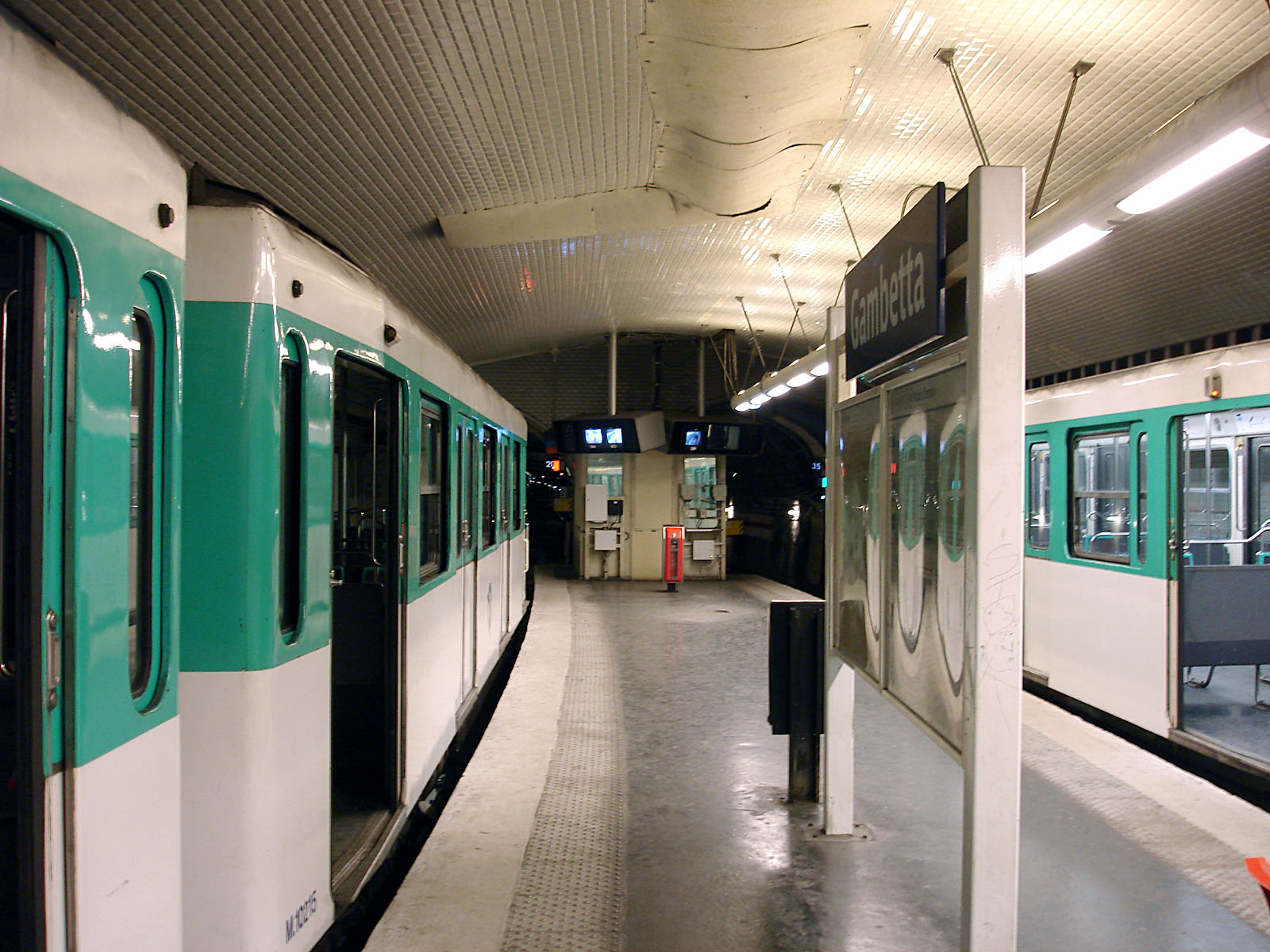